# Arnaud Voratio
Arnaud Ier d'Angoulême, dit Arnaud Voratio ou Bouration, est comte d'Angoulême et comte de Périgord autour de 950. Il hérite de son père Bernard de Périgord le comté de Périgord, ainsi que le comté d'Angoulême, unifié à celui de Périgord par son père qui l'a obtenu de Guillaume II Taillefer.

Armes des comtes d'Angoulême.

Armes des comtes de Périgord.

Comme ses frères Guillaume Talleyrand, Ramnoul Bompar et Richard le Simple, Arnaud Voratio dut mener bataille contre les fils illégitimes de Guillaume Taillefer, notamment Arnaud Manzer, qui cherchaient à récupérer le comté d'Angoulême.
D'après Audemar de Chabannes, Arnaud Voratio aurait reçu ce surnom après avoir capturé un loup qui désolait le pays.